# Хайнс, Джером
Джером Хайнс (англ. Jerome Hines, англ. Jerome Albert Link Heinz; 8 ноября 1921, Голливуд, штат Калифорния — 4 февраля 2003, Нью-Йорк) — американский оперный певец (бас), солист Метрополитен Опера на протяжении 41 сезона (1946—1987).
Полное имя при рождении — Джером Альберт Линк Хайнц. Фамилию Хайнц изменил на Хайнс по предложению своего менеджера по причине антинемецких настроений, распространённых во время Второй мировой войны.

## Биография
Изучал математику и химию в университете Калифорнии. Одновременно с 1938 года брал уроки вокала у Дженнаро Курчи (англ. Gennaro Curci), Самуэля Марголиса (Нью-Йорк) и Роко Пандисцио (англ. Rocco Pandiscio). Дебютировал в 1941 году в роли Монтероне («Риголетто», в Опере Сан-Франциско), затем исполнял Битерольфа в «Тангейзерe» (Нью — Орлеан), выступал с различными оркестрами. В 1946 г. выиграв премию им. Э Карузо, начал сотрудничество с Артуро Тосканини. С 1946 года работал в Метрополитен Опера, дебютировав в роли Микитича в «Борисе Годунове» М. П. Мусоргского.
Большую часть жизни Хайнс прожил в Саус Оранж, штат Нью-Джерси.
В 1987 году основал Театральный институт оперной музыки в Нью-Джерси, где преподавал.
Был дружен с Франко Корелли, выступал с ним в концерте в 1981 году.

### Семья
Жена (с 1952 по 2000) — Люсия Евангелиста (ум. 2000), певица (сопрано); умерла от бокового амиотрофического склероза
Дети:
- Дэвид
- Эндрю
- Джон Хайнц — скрипач, вокалист; член группы «Lauren Glick Band» и дуэта «Landers & Heinz»
- Рассел.

## Творчество
Обладал хорошо поставленным голосом драматической интенсивности, что особенно проявлялось в вагнеровском репертуаре. За период работы в Метрополитен Опера сыграл сорок пять ролей в тридцати девяти операх (более 590 спектаклей). Выступал фактически до конца жизни: его последней ролью был Великий инквизитор в Бостонской Опере (2001).
Выступал также в театрах Ла Скала (Геркулес, 1958), Сан-Карло (Мефистофель, 1961), в Большом театре (Борис Годунов, 1962; на спектакле накануне разрешения Карибского кризиса присутствовал Н. С. Хрущёв); в оперных театрах Рио-де-Жанейро, Сан-Паулу, Мехико, Буэнос-Айреса, Мюнхена (Дон Жуан, 1954), Парижа, Рима. В 1958—1963 годы участвовал в Байрёйтском фестивале, фестивале Флорентийский музыкальный май.
Позднее гастролировал в Цинциннати (Зарастро, 1986), Новом Орлеане (Оровезо — «Норма» В. Беллини, 1990) и Лос-Анджелесе (Якопо Фиеско — «Симон Бокканегра» Дж. Верди, 1992).
Написал оперу «I Am the Way» (о жизни Иисуса Христа), в 1968 году спел партию Иисуса и неоднократно выступал с ней.

### Оперные роли
- Зарастро — «Волшебная флейта» В. А. Моцарта
- Мефистофель — «Фауст» Ш. Гуно
- Рамфис — «Аида» Дж. Верди
- Банко «Макбет» Дж. Верди
- Спарафучиле — Риголетто Дж. Верди
- Филипп II; Великий инквизитор — «Дон Карлос» Дж. Верди
- Борис Годунов — «Борис Годунов» М. П. Мусоргского
- Король Марке — «Тристан и Изольда» Р. Вагнера
- Гурнеманц — «Парсифаль» Р. Вагнера
- Вотан — «Золото Рейна», «Валькирия» Р. Вагнера
- Капитан Балстроуд «Питер Граймс» Б. Бриттена
- Коллен — «Богема» Дж. Пуччини
- Базилио — «Севильский цирюльник» Дж. Россини

### Сочинения
Источник — электронные каталоги Библиотеки Конгресса США
- Hines J. Great singers on great singing. — New York : Limelight Editions, 1982. — 356 p. — ISBN 0879100257
- Hines J. I am the way : scenes from the life of Christ. — [n.p., 1967]. — (For solo voices, chorus (SATB) and piano)
- Hines J. The four voices of man. — New York : Limelight Editions, c1997. — 227 p. — ISBN 0879100990
- Hines J. This is my story, this is my song. — Westwood, N.J.: F. H. Revell Co. [1968]. — 160 p.
  - Hines J. Esta es mi historia y es mi cancion / versión castellana por Arnoldo Canclini. — [s.l.] : Casa Bautista de Publicaciones, c1974. — 144 p. & phonodisc (исп.)
- Hines J. Tim Whosoever : four Christian plays for reading. — New York : F. H. Revell Co. [1970]. — 149 p.
- Hines J. Я есмь путь : 5 июля 1993 г., понедельник, 7 июля 1993 г., среда, Большой театр России, Москва. — М. : Большой театр, [1993]. — 47 с. (= I am the way. Libretto) (рус.) (англ.)

## Математик
Автор нескольких научных статей:
- On approximating the roots of an equation by iteration // Mathematics Magazine. — 1951. — Vol. 24, № 3. — P. 123—127.
- Foundations of Operator Theory // Mathematics Magazine. — 1952. — Vol. 25. — P. 251—261.
- Operator Theory II // Mathematics Magazine. — 1955. — Vol. 28, № 4. — P. 199—207.
- Operator Theory III // Mathematics Magazine. — 1955. — Vol. 29, № 2. — P. 69-76.
- A Generalization of the S-Stirling numbers // Mathematics Magazine. — 1956. — Vol. 29. — P. 200—203.

Дж. Хайнс не принимал теорию трансфинитных чисел, выдвинутую Георгом Кантором. Обсуждал с Генри Поллаком «новый взгляд на философию математики».

## Цитаты
Мой разговорный голос выводит из строя мой же певческий голос ещё до начала пения.— Дж. Хайнс (цит. по:)